# Marcelin Tamboulas
 (mai 2018).
Si vous disposez d'ouvrages ou d'articles de référence ou si vous connaissez des sites web de qualité traitant du thème abordé ici, merci de compléter l'article en donnant les références utiles à sa vérifiabilité et en les liant à la section « Notes et références ».
Marcelin Kowel Tamboulas est un footballeur centrafricain né le 24 avril 1984 à Bangui.
C'est un joueur petit (1,69m) mais très rapide et technique.[réf. nécessaire]

## Carrière

### Club
Après un début de carrière dans son pays où il évolue aux olympique réal de Bangui et olympique de Médenine en Tunisie, au Gabon au Stade d'Akébé et au FC 105 Libreville. 
Il s'engage ensuite dans le club maltais de Birkirkara puis chez le club congolais du TP Mazembe avec lequel il remporte la Ligue des champions de la CAF 2009-2010. Malgré cela, il peine à s'imposer dans son club comme titulaire.

### Sélection
Il est titularisé pour la première fois lors d'un rencontre contre le Zimbabwe à Bangui pour un match comptant pour les qualifications pour la Coupe du monde de la FIFA 2002.